# Odorrana versabilis
Odorrana versabilis är en groddjursart som först beskrevs av Liu och Hu 1962.  Odorrana versabilis ingår i släktet Odorrana och familjen egentliga grodor. IUCN kategoriserar arten globalt som livskraftig. Inga underarter finns listade i Catalogue of Life.